# Подобед, Анатолий Аркадьевич
Анатолий Аркадьевич Подобед — советский хозяйственный и государственный деятель, Герой Социалистического Труда.

## Биография
Родился в 1930 году в ныне расселённой деревне Мануилы Краснопольского района Могилёвского округа Белорусской ССР. Член КПСС.
Окончил школу фабрично-заводского ученичества при Могилёвском кожевенном заводе имени Г. Д. Леккерта.
В 1947—1950 — отделочник Могилёвского кожевенного завода.
В 1950—1953 — военнослужащий Советской Армии.
В 1953—1954 — отделочник Могилёвского кожевенного завода.
В 1954—1990 — ученик слесаря-монтажника, слесарь по ремонту и наладке энергооборудования, бригадир слесарей Могилёвского участка предприятия «Белорусэнергоремналадка» Министерства энергетики и электрификации СССР.
Указом Президиума Верховного Совета СССР от 3 января 1974 года присвоено звание Героя Социалистического Труда с вручением ордена Ленина и золотой медали «Серп и Молот».
Депутат Верховного Совета Белорусской ССР 10-го созыва. Делегат XXVI съезда КПСС.
За выдающиеся успехи в труде, достигнутые на основе совершенствования производственных процессов, внедрения передовых методов труда, и инициативу в развитии социалистического соревнования за повышение эффективности производства и качества работы был удостоен Государственной премии Белорусской ССР 1980 года
Умер в 2016 году в Могилёве.

## Награды и звания
- Герой Социалистического Труда (03.01.1974)
- Орден Ленина (03.01.1974)
- Орден Трудового Красного Знамени (20.04.1971)